# Dande
Dande é um município da província do Bengo, em Angola, com sede na cidade do Caxito. É o município-capital da referida província.
Em 2014 tinha 217.929 habitantes. É limitado a norte pelos municípios de Ambriz e Nambuangongo, a leste pelos municípios dos Dembos e de Pango Aluquém, a sul pelos municípios de Cambambe e Ícolo e Bengo e a oeste pelo município de Cacuaco e pelo Oceano Atlântico.
O município é constituído pela comuna-sede, correspondente à cidade de Caxito, e pelas comunas de Barra do Dande, Mabubas, Quicabo e Úcua.

## Cultura e lazer
No território municipal ocorre a Festa da Quianda, realizada na Lagoa do Ibendoa, relacionada ao culto da Quianda.